# استنتون (گلاسترشر)
استنتون (به انگلیسی: Stanton) یک روستا و محله مدنی در بریتانیا است که در Tewkesbury Borough واقع شده‌است. استنتون ۱۹۸ نفر جمعیت دارد.